# Rotschenkel-Flaggensylphe
Die Rotschenkel-Flaggensylphe (Ocreatus addae) ist eine Vogelart aus der Familie der Kolibris (Trochilidae), die in Peru und Bolivien vorkommt. Der Bestand wird von der IUCN als „nicht gefährdet“ (Least Concern) eingestuft.

## Merkmale

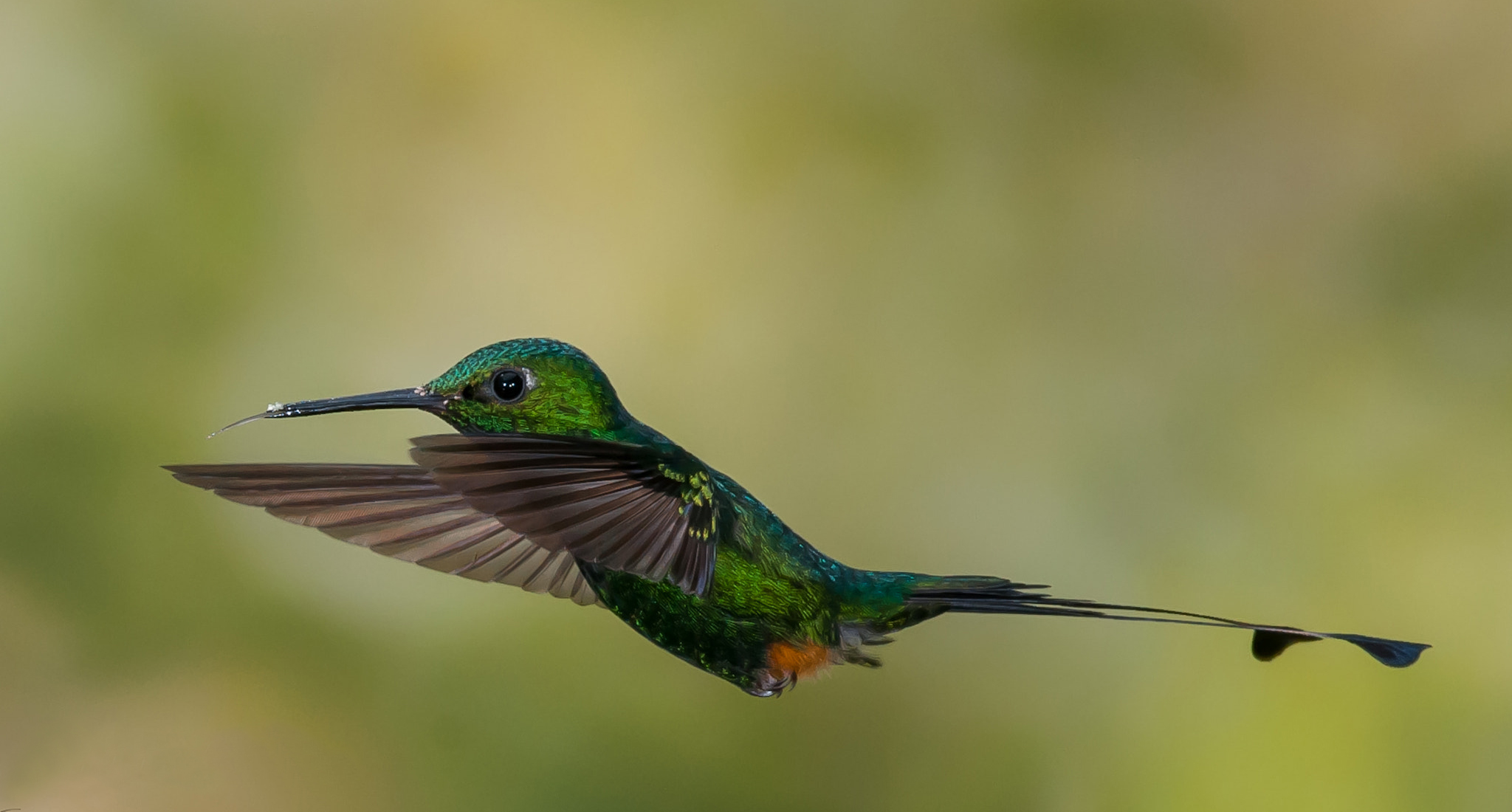
Rotschenkel-Flaggensylphe im Flug

Die männliche Rotschenkel-Flaggensylphe hat einen leuchtend grünen Kopf und weißen Fleck hinter dem Auge. Der Rücken ist vollständig grünlich. Die Unterseite wirkt grünlich mit auffälligen am Ende befindlichen weißen Kehlbinden sowie blassgrauen Bauchbinden. So wirkt der mittlere Bereich der Unterseite ähnlich wie beim Weibchen eher gefleckt. Die Unterschwanzdecken sind gelbbraun, eine Färbung, die sich weit über das seitliche Gefieder hinzieht. Die äußeren Steuerfedern sind länglich und enden in einer grünlich schwarzen Fahne. Die leicht asymmetrische Fahne ist ein ziemlich breites Oval, das in einer unauffälligen Spitze endet. Wenn sie sitzt, überkreuzen sich die Fahnen aufgrund einer Krümmung des Federkiels. Die Beinbüschel sind zimtbraun. Beim Weibchen sind der Kopf, der Rücken und der Bürzel bronzegrün, während die oberen Schwanzdecken grasgrüner wirken als der Rest des Rückengefieders. Die Bauchseite ist weißlich mit grünlichen Flecken an der Kehle und am Bauch. Diese Flecken werden zur Mitte des Bauches hin größer. Die gefransten Unterschwanzdecken sind blassbraun bis zimtfarben. Der Schwanz ist nur mäßig gegabelt und es gibt keine Fahnen. Die äußeren Steuerfedern haben weißliche Spitzen. Es hat ebenfalls zimtbraune Beinbüschel, doch fallen diese etwas kleiner aus als beim Männchen. Jungtiere ähneln den Weibchen. Der gerade Schnabel ist bei beiden Geschlechtern kurz und schwarz.

## Lautäußerungen
Der Gesang der Rotschenkel-Flaggensylphe ist eher leise. Ihr Ruf klingt wie ein quietschendes, etwas hüpfendes „dii'i'i't'“, das in schneller Folge wiederholt wird. Das Männchen erzeugt ein unverwechselbares Flügelbrummen, insbesondere bei Balzflügen vor den Weibchen.

## Fortpflanzung
Vermutlich brütet die Rotschenkel-Flaggensylphe das ganze Jahr über. Ihr Nest baut sie auf horizontalen Zweigen in den Bäumen in sechs bis acht Metern über dem Boden. Das kleine Nest ist kelchförmig und wird aus gelbbraunen Pflanzenfasern und Flechten gebaut. Ein Gelege besteht aus zwei Eiern. Diese werden ausschließlich vom Weibchen 16 bis 17 Tage bebrütet. Die geschlüpften Nestlinge sind am Rücken bräunlich. Nach 19 bis 22 Tagen werden die Nestlinge flügge.

## Verhalten und Ernährung
Die Rotschenkel-Flaggensylphe bewegt sich ziemlich schnell, aber schwankend in einem hummelartigen Flug. Während der Balz vollführt das Männchen etwa 10 cm vor dem Weibchen eine Flugshow, bei dem es hörbare Flügelschläge erzeugt. Diese Show wiederholt es bis zu achtmal, während das sitzende Weibchen das Geschehen mit Kopfdrehen beobachtet. Die Unterart O. a. annae baut zusätzliche Seitflugeinlagen ein. Ihr Futter sucht sie in den mittleren Straten bis in die unteren Baumkronen. Oft klammert sie sich bei Nektaraufnahme an die Blüte. Zur Jagd auf kleinere Fluginsekten macht sie kleinere Ausflüge. Zu den Nektarquellen gehören Palicourea, Clusia, Inga, Cavendishia und Bromelien. Insekten werden im Allgemeinen im Flug gejagt.

## Verbreitung und Lebensraum

Verbreitungsgebiet der Rotschenkel-Flaggensylphe (grün)

Die Unterart o. a. annae kommt von der Region Pasco bis in die Region Cusco vor. Die Nominatform ist in den Yungas im Departamento La Paz bis ins Departamento Santa Cruz und das Departamento Chuquisaca verbreitet. Hier bewegt sie sich an den Rändern der feuchten bis nassen Yungas- und bolivianischen Tucumano-Wäldern in Höhenlagen ab 400 Metern. Meist ist die Rotschenkel-Flaggensylphe aber in Höhenlagen von 1000 bis 2300 Metern unterwegs. Ebenso findet man sie in Sekundärwäldern und an Lichtungen. Sie gilt als relativ störungsresistent.

## Migration
Als saisonaler Strichvogel wandert die Rotschenkel-Flaggensylphe in den Höhenlagen.

## Unterarten
Es sind zwei Unterarten anerkannt:
- Ocreatus addae annae (Berlepsch & Stolzmann, 1894)[3] kommt im zentralen und südlichen Peru vor. Die Unterart hat einfarbig grüne Unterseiten, die Beinbüschel sind gelbbraun und die Fahnen wirken etwas dunkler bronzepurpurn. Die Unterschwanzdecken der Männchen sind mit goldgrünen Paillettenflecken verziert und haben eine bräunliche Basis.[1]
- Ocreatus addae addae (Bourcier, 1846)[4] ist in Bolivien verbreitet.

Lange wurde die Art als Unterart der Grünscheitel-Flaggensylphe Ocreatus underwoodii addae und Ocreatus underwoodii annae betrachtet. Die International Ornithologists’ Union spaltet sie aufgrund von Untersuchungen von Karl-Ludwig Schuchmann, André-Alexander Weller und Dietmar Jürgens ab, die Unterschiede in der Morphologie und dem Balzverhalten herausarbeiteten.

## Etymologie und Forschungsgeschichte
Die Erstbeschreibung der Rotschenkel-Flaggensylphe erfolgte 1846 durch Jules Bourcier unter dem Namen Trochilus Addae. Das Typusexemplar stammte aus Bolivien. Im Jahr 1846 führte John Gould die neue Gattung Ocreatus ein. Das Wort Ocreatus leitet sich aus den lateinischen Wörtern ocrea für „Beinkleid, Schenkel“ ab. Der Artname addae ist Adeline Adda Driver Wilson geb. Stevens (1819–1891) gewidmet, die mit William Savery Wilson (1803–1870) verheiratet war. Das Wort annae wurde zu Ehren von Anna Maria Branicka geb. Potocka (1863–1953) vergeben.